# Neopurcellia florensis
Neopurcellia florensis är en spindeldjursart som beskrevs av Forster 1948. Neopurcellia florensis ingår i släktet Neopurcellia och familjen Pettalidae. Inga underarter finns listade i Catalogue of Life.